# レユニオン料理

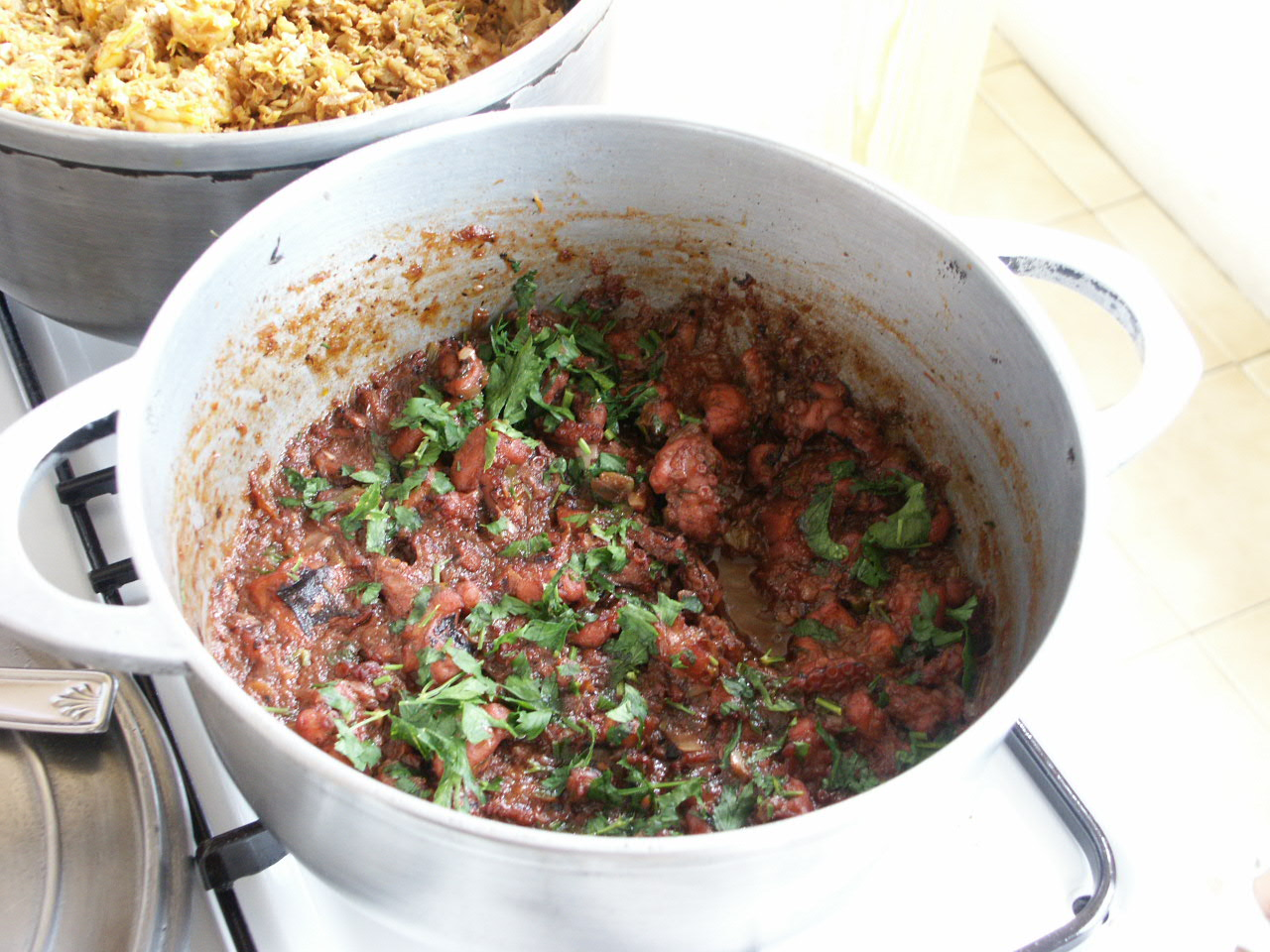
シヴェ・ド・ズリット（タコの赤ワイン煮込み、レユニオン島の名物料理）

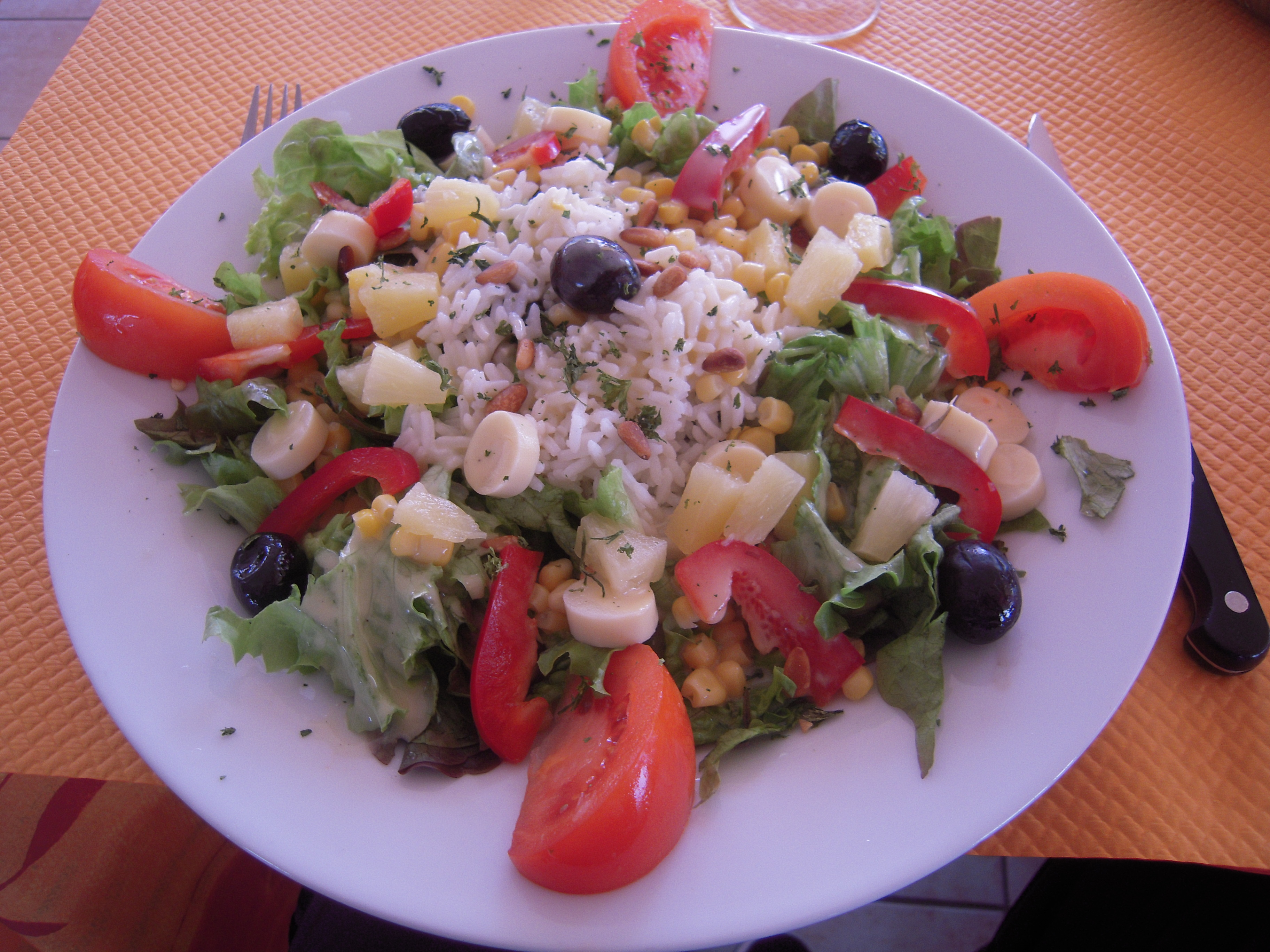
サラド・エグゾティック

レユニオン料理（レユニオンりょうり）は、アラビア海西部、マダガスカルの東に位置する島嶼・レユニオンの料理である。レユニオン料理（フランス語: la cuisine réunionnaise）は、相次いでこの島にやってきた移民たちがもたらした、マダガスカル料理、フランス料理、インド料理、東アフリカ料理、中華料理の影響を受けつつ混淆して発達した。したがって、当然の帰結として、スパイスをふんだんに使い、比較的元気の出る料理となった。ニューヨーカーが1970年代に発明した「多国籍料理」に先駆けること200年前に成立した、多国籍料理の先祖である。単にクレオール料理と呼ばれることもある。レユニオン島人はかつては皆、クレオールであった。

## 毎日の家庭料理

### 飲み物
食前に、ライチ、マンゴー、パイナップルなど（種類は豊富にある）の入ったラム・アランジェをよく飲む。もう一つ特徴的な飲み物としては、タマリンドから作るシロップがある。島で採れたパイナップルやライチ、オレンジの味がついたソーダ水は、常に非常に高く評価されていて、スーパーマーケットの国際的な飲料に、完璧にとって代わってしまっている。島産のワインは、シラオスのワインがあるが、皆に飲まれるには重要でなさすぎる地位に甘んじている。

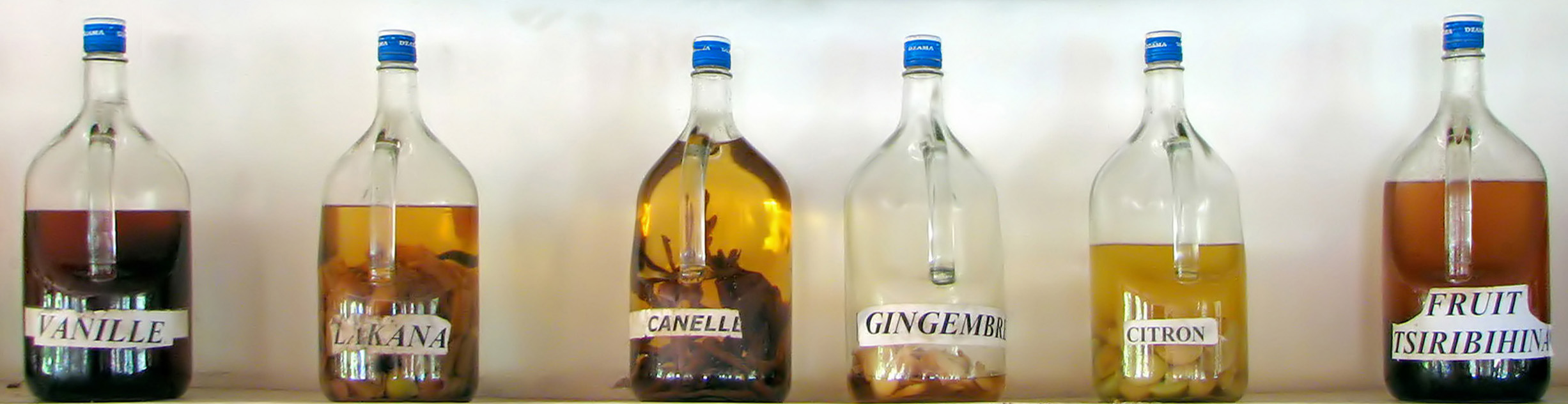
ラム・アランジェ

### 前菜
レユニオン料理において、前菜は、食事の必要不可欠な一部として重要な役割を担う。前菜（アペリティフ）は、パンチやラム・アランジェを飲むための機会であるがそれだけではない。伝統的なオードヴルであればサムサ・オ・フロマージュ（samoussa au fromage サムサ・オ・フロマージュやボンボン・ピマン (bonbon piment)（香辛料をふんだんに使った菓子）、ブション（シューマイに似た小皿料理、蒸すものも揚げるものもある。一言で言って、点心。）、ピマン・ファルシ (piment farci)（豚肉と香辛料のファルシ）などを楽しめる機会でもある。
たしかに、前菜に出す料理に適した加熱調理法は、揚げ物である。しかし、レユニオン料理の前菜として味わうであろう料理は、醤油の香り高く焼き上げられたブションである。また、ボンボン・ピマンか、ピマン・ファルシ（豚肉で作ったもの）、あるいは、鶏肉のクロケットである。また、ラッカセイで作った何かが付け合わせとして出されることにもすぐに気付くであろう。

### 主菜

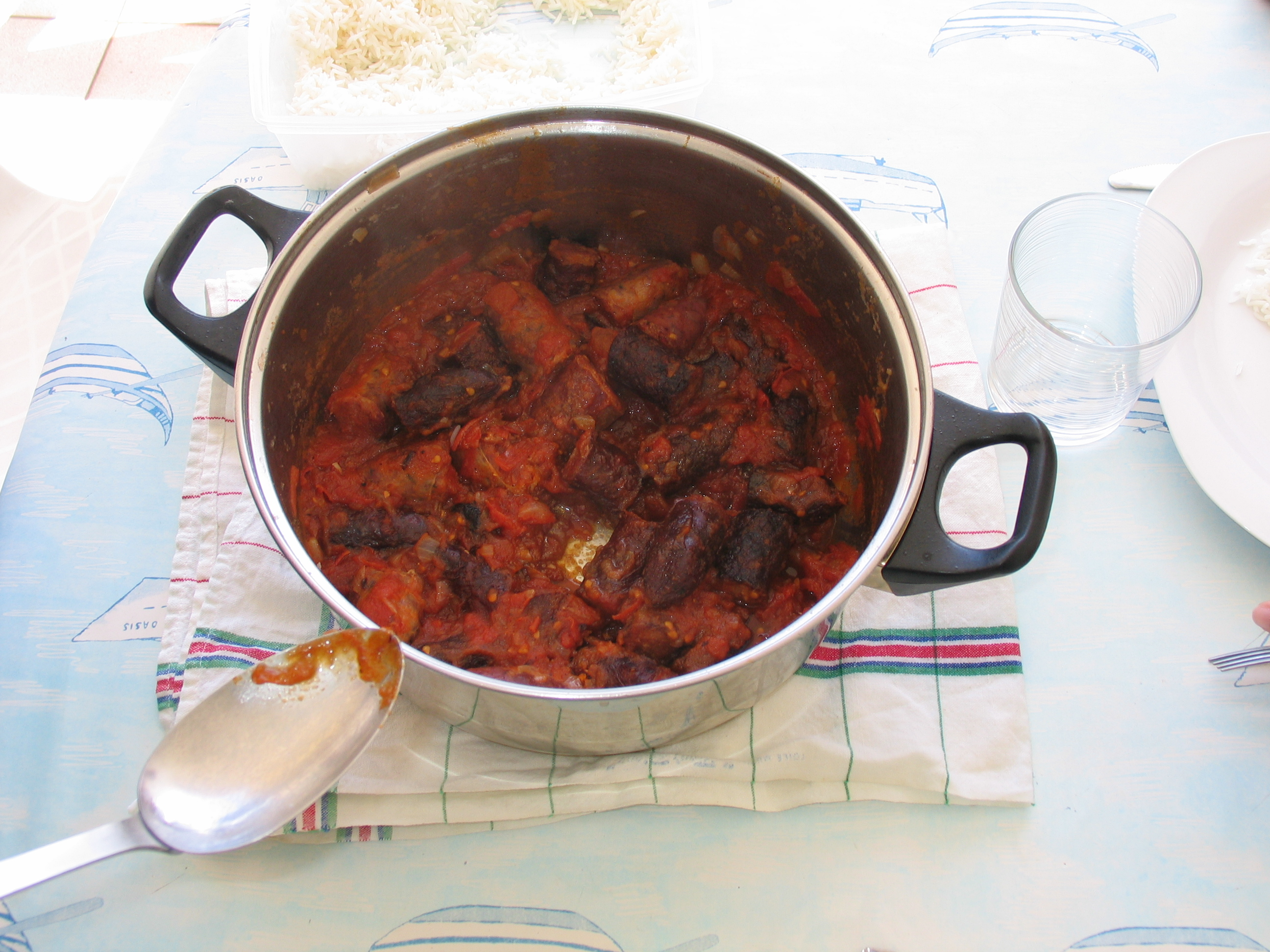
ルガイユ・ソシス（ソーセージのルガイユ）

主菜は常に米飯を伴う。最も一般的な主菜は、インドのカレーを土着化させたカレー、あるいは、ルガイユ、シヴェである。レユニオン風のカレーは、タマネギ、ニンニク、香辛料にターメリックを加えたものをベースにして、揚げた魚、牛肉又は鶏卵を乗せ、そのあとでトマトを加える。主菜は時折ショウガで香りづけされることもあり、コブミカンの外皮も一般的に非常に好まれる。麺を使わないで米を使ったチャプスイや、豚肉とバナナの炒め物のような、その他のアジア料理も同様に非常に日常的によく食べられる。
これらの料理は、ほとんどの場合、穀類と共に提供される。そのような穀類としては例えば、島内のシラオス（Cilaos）で取れるレンズマメがある。さらに穀類の盛られた皿に、生野菜か加熱した野菜を盛る。ブレード・シュシュやブレード・ノワールなどなど、キク科の香草（ブレード・マファーヌ）の場合は焼いて香りを出す。
また、付け合わせとしては、みずみずしいトマトかマンゴー、あるいはナスで作るアチャールが供されるが、これらはいずれも香辛料がふんだんに使われている。
変化をつけるために、ルガイユ・ソシス（ソーセージのルガイユ）が調理されることもある。これは、ソーセージと焼トマトをベースに、青唐辛子のような香辛料を加えて作り、好みにより白米かザンブロカルと合わせる。ザンブロカル（zembrocal）とは、コメをターメリックで炒め、その中にアリコ・ルージュ（紅豆）か島内の岬で取れた豆と合わせるものである。他に変化を求める場合、ヤギ肉か鶏肉にガラムマサラを使った料理（マサレ・ド・カブリ（ヤギ肉）かマサレ・ド・プーレ（鶏肉））を選択することもできる。
一般的に言って、肉か魚を欠く主菜は稀である。そのため、ヴェジタリアンには選択肢がほとんどない。数少ない選択肢の一つとしてはグラタンがある。その他に、島ならではの料理としては家禽類の煮込み料理がある。また、非常に人気のある料理としては、テンレックのシヴェ（赤ワイン煮込み）がある。

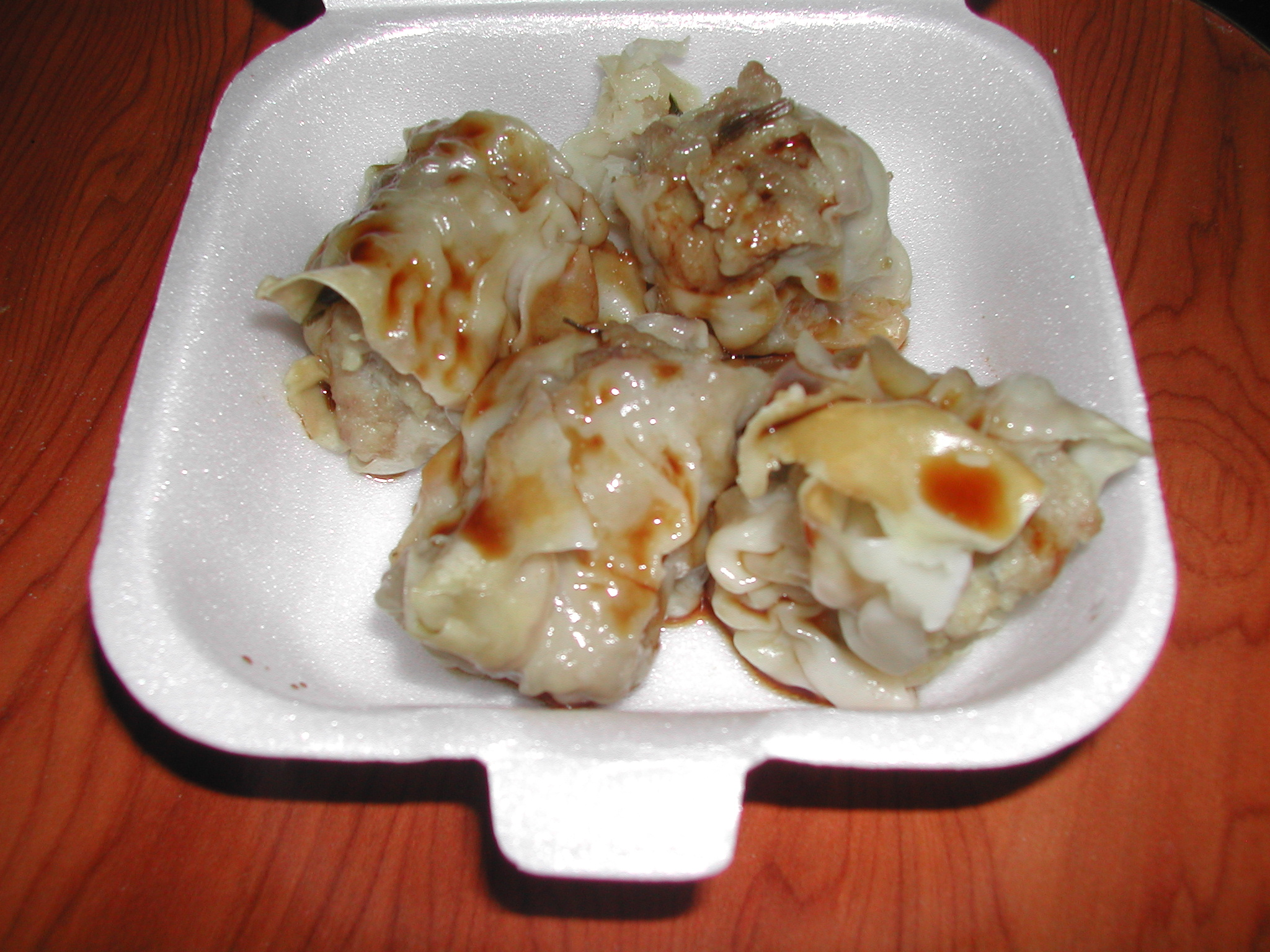
醤油を垂らしたブション
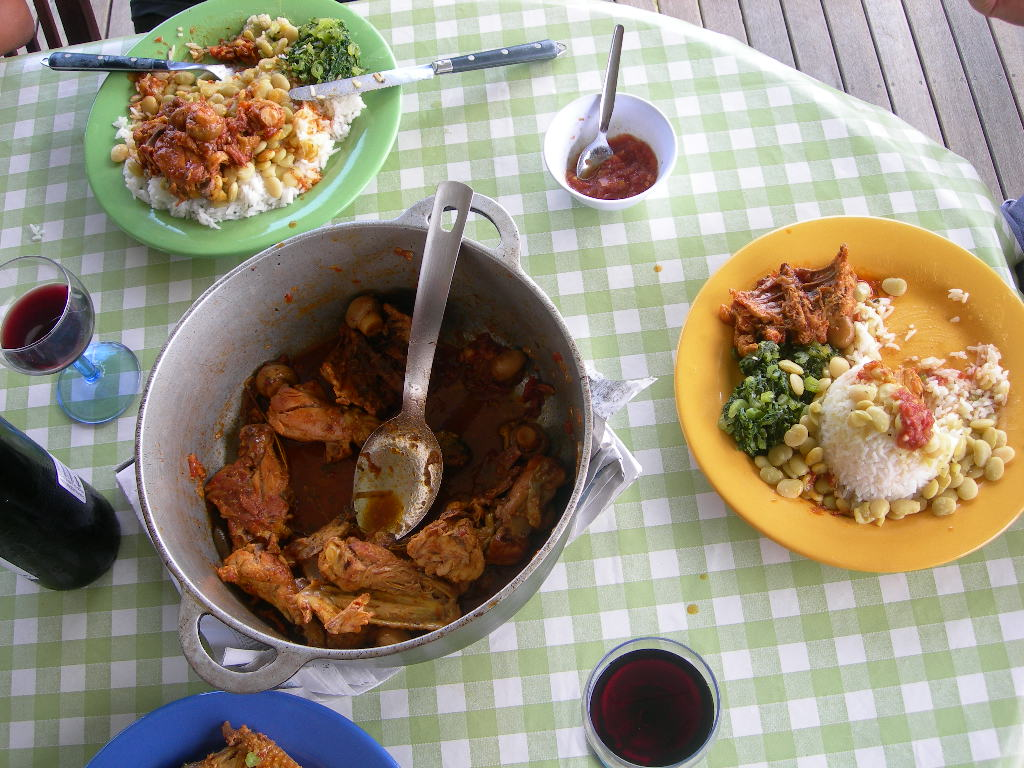
カリー・プレ（鶏肉のカレークレオール風）
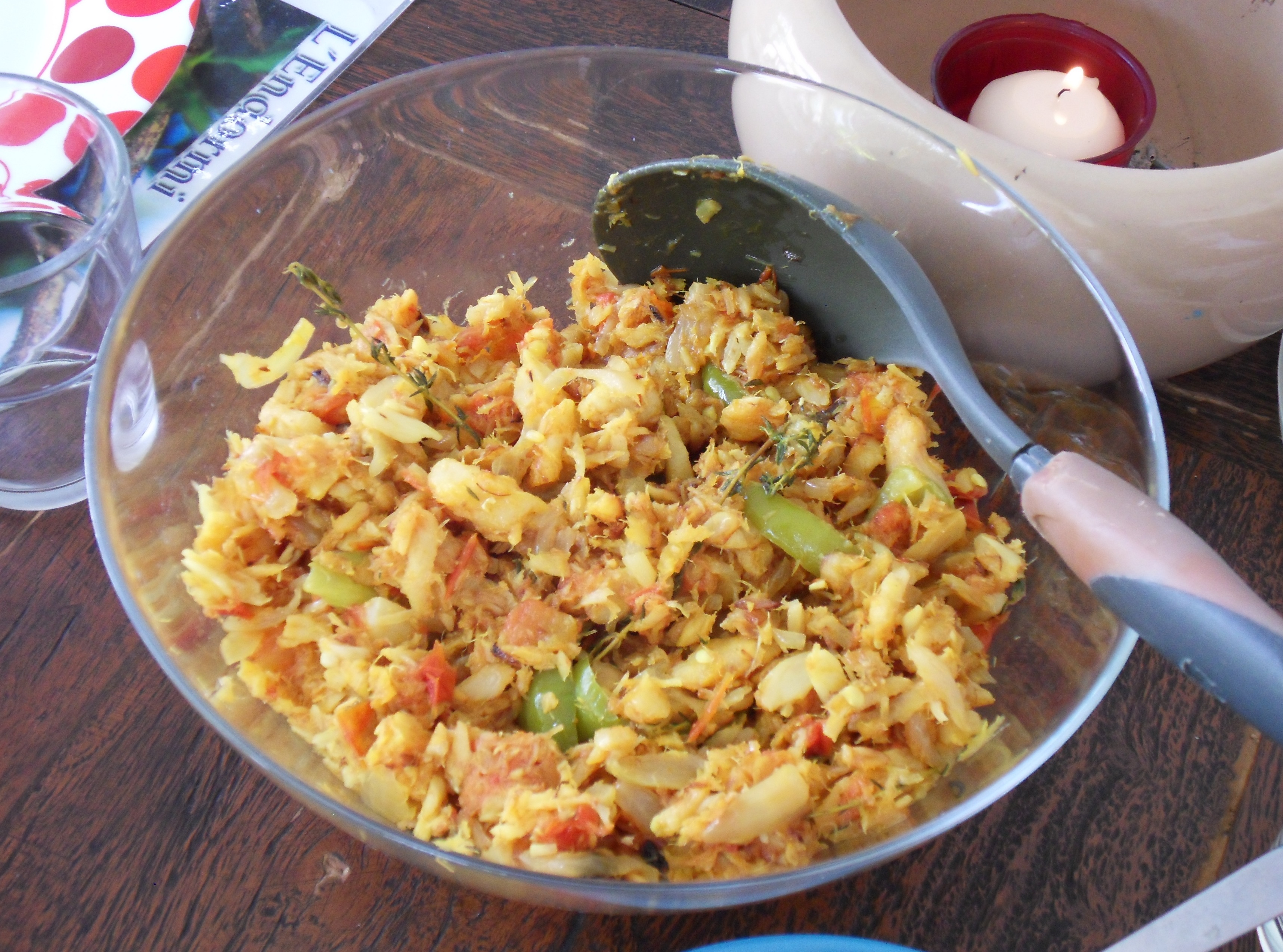
ルガイユ・モリュ（タラのルガイユ（サラダ仕立て））
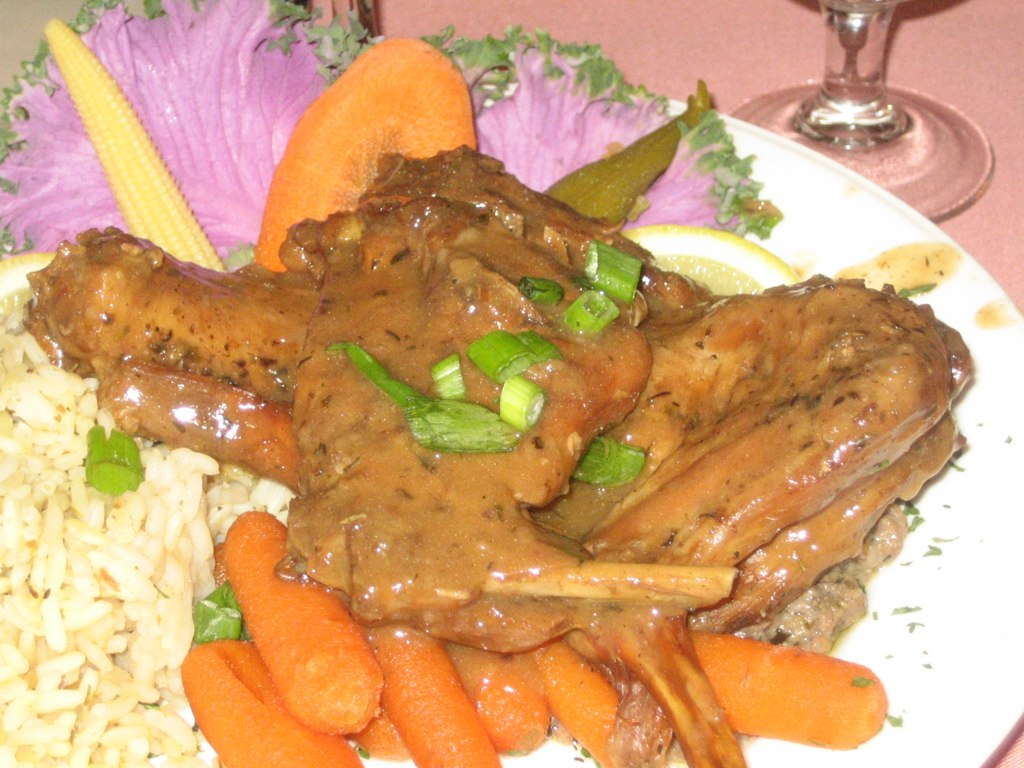
シヴェ・ド・ラパン・ア・ラ・クレオール（ウサギ肉の赤ワイン煮込みクレオール風）
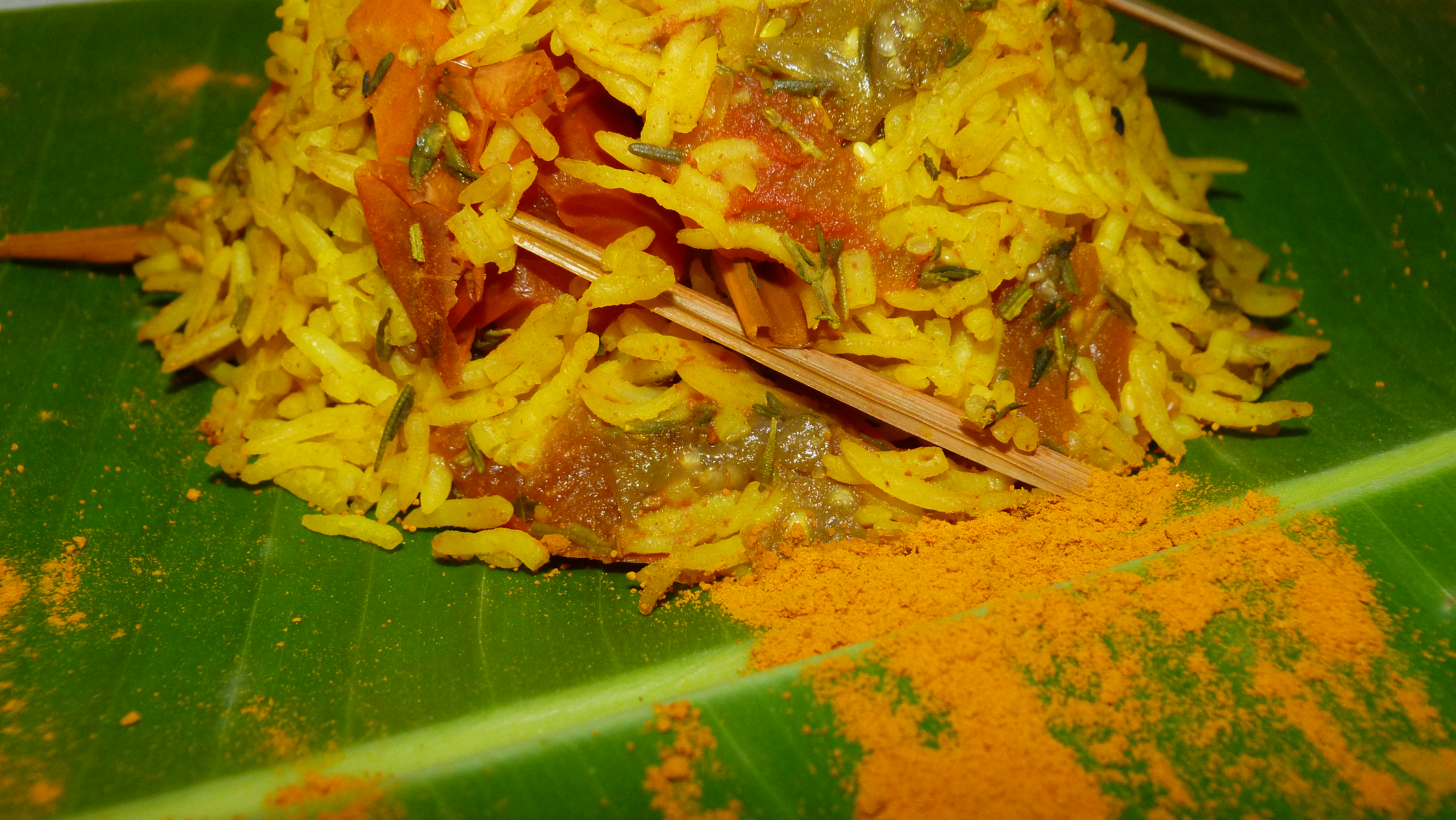
ザンブロカル（紅豆入りターメリックライス）

### デセール
デセールとしては、一般的に旬の果実類が主である。マンゴーは種類豊富で、どれもとてもおいしい。ヴィクトリア・パイナップルは自然な甘みがある。ライチとリュウガンは夏、ゴヤヴィエの実は冬が旬である。レユニオン島は南半球にあるため冬は5月から9月までである。また、イモのガトーや、トウモロコシのガトー、旬の果実を使ったタルト、バナナのベイニェなど、さまざまなケーキ類がある。イモのガトーとしては、キャッサバ、ヤマイモなどの芋澱粉で作る甘いガトーが名物である。

レユニオン島産の果物の数々
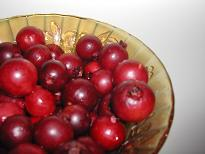
ゴヤヴィエの実
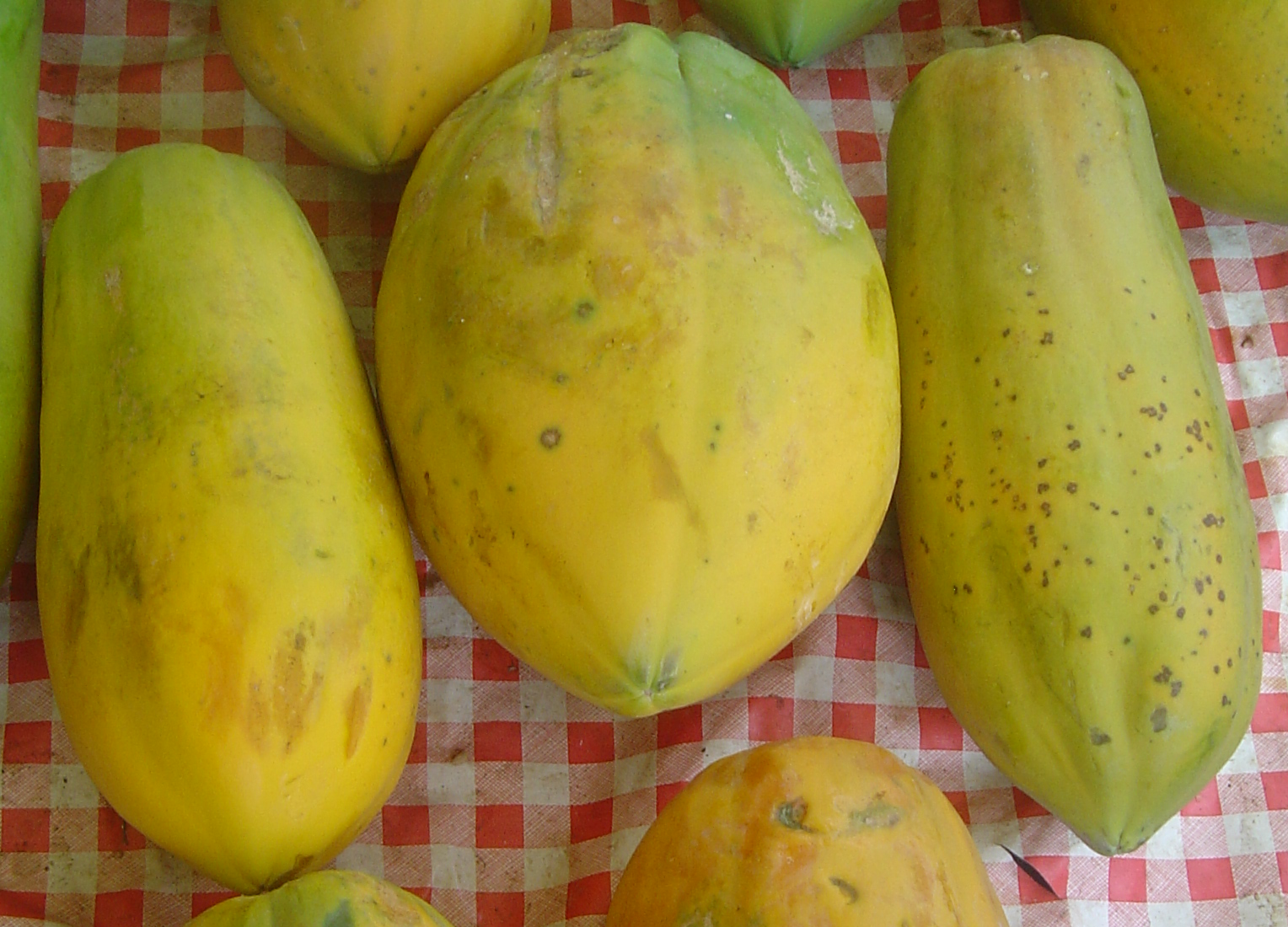
パパイヤ
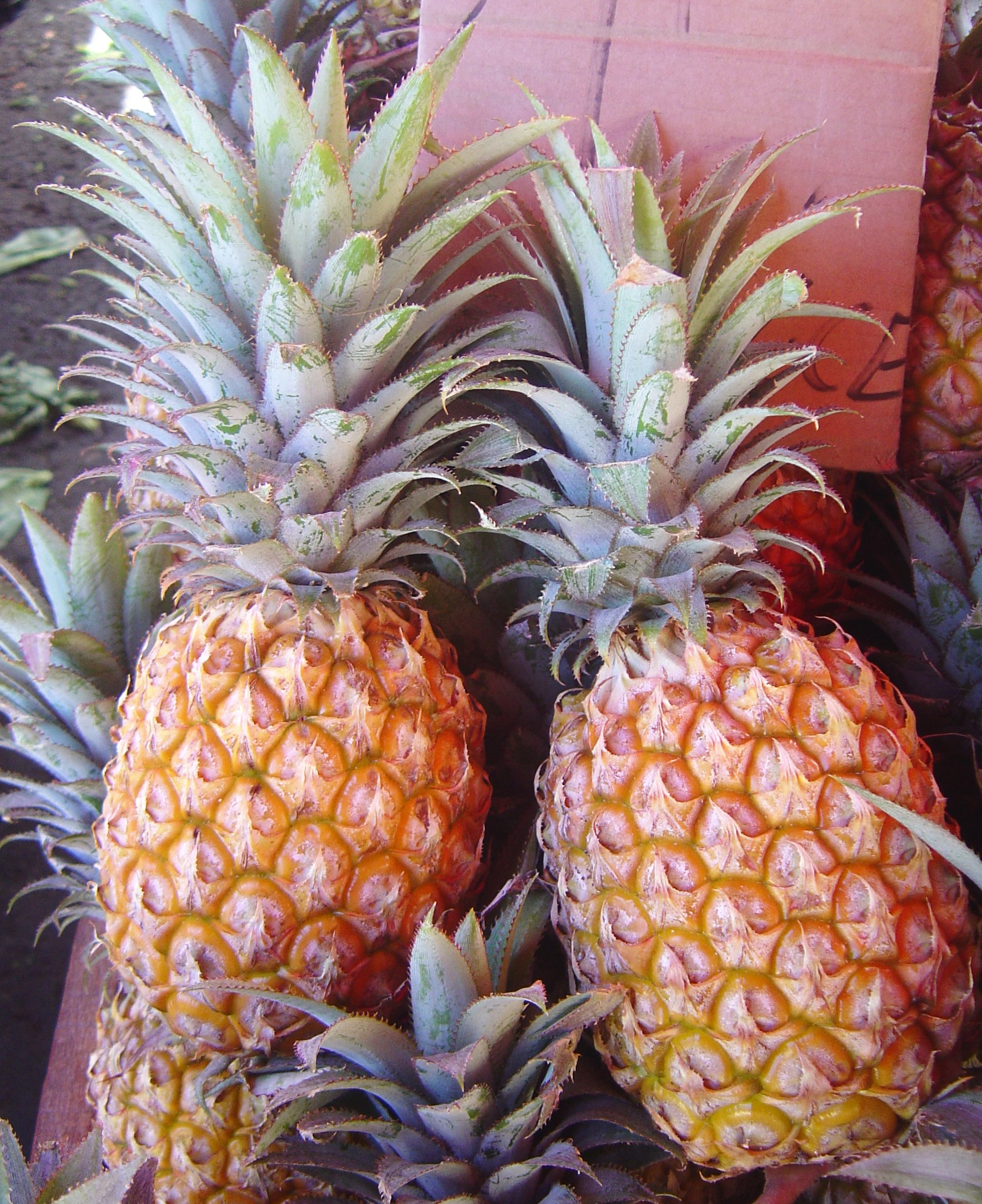
ヴィクトリア・パイナップル
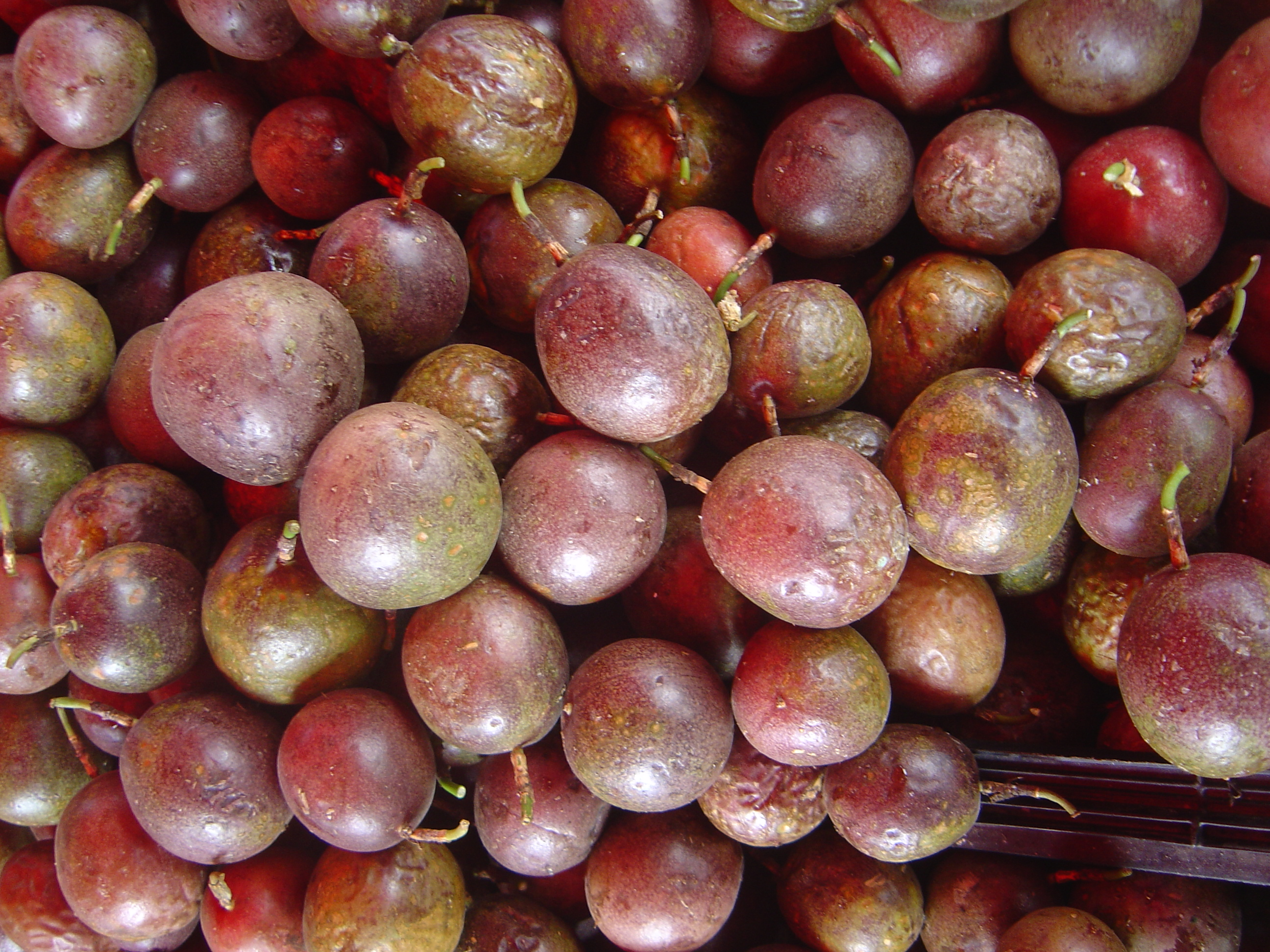
パッションフルーツ
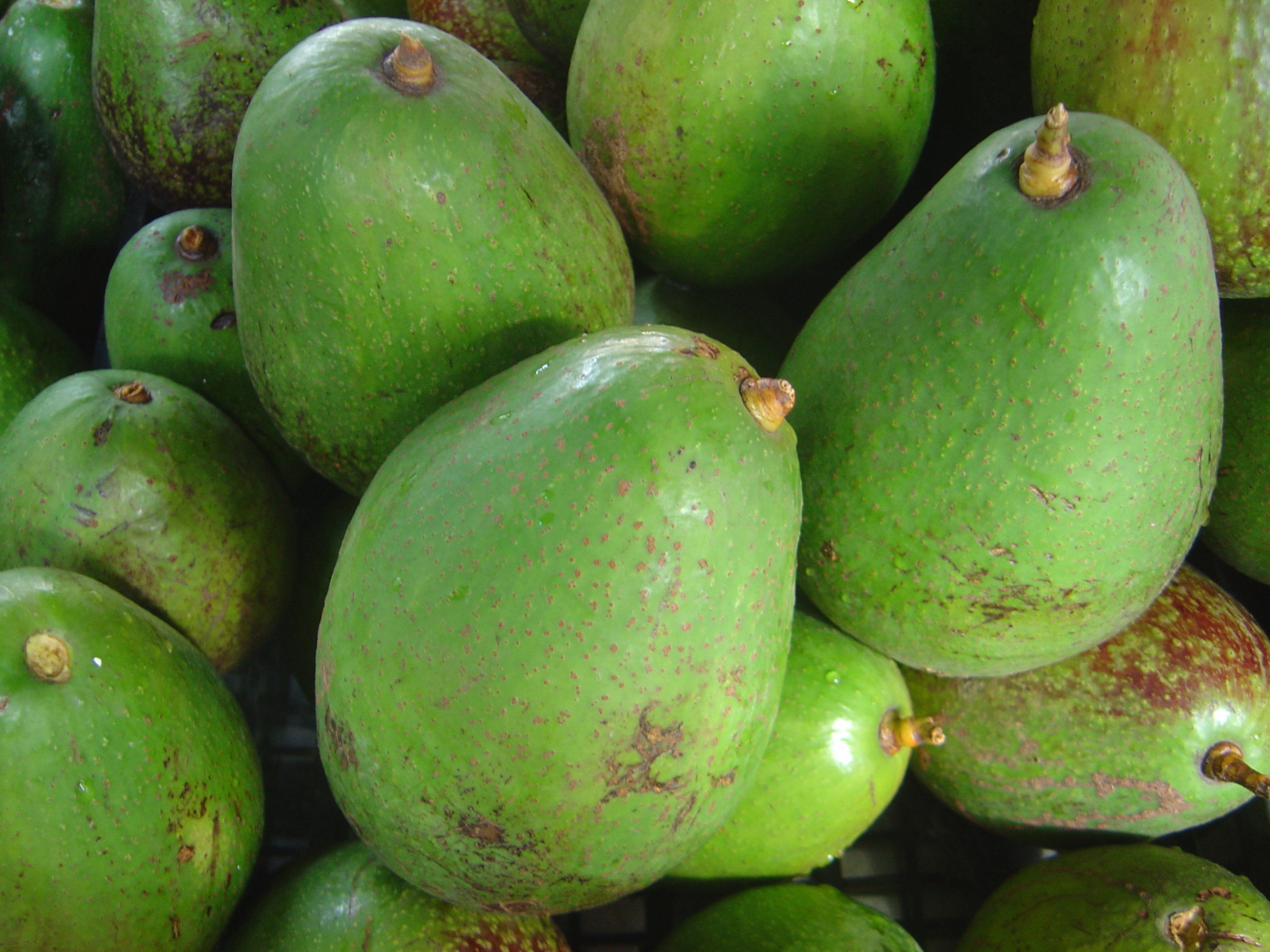
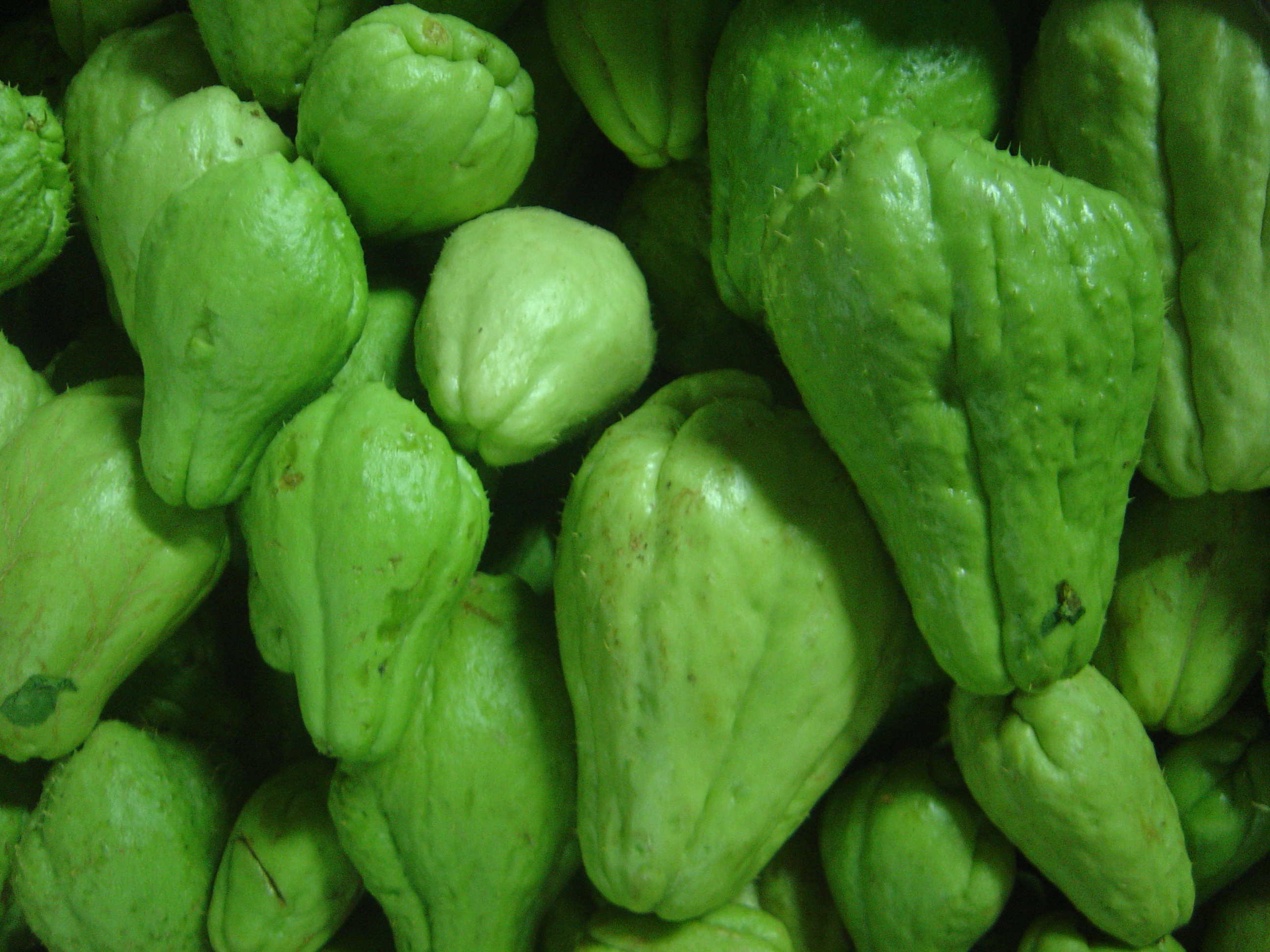

### フリヤンディーズ
好きな時間に少しの量だけ食べる菓子／おやつ（フリヤンディーズ）には、ボンボン・ラ・ルルット（le bonbon la rouroute）、ボンボン・クラヴァット（le bonbon cravate）、ボンボン・ミエル（le bonbon miel）といった島の名産品が含まれる。上に挙げた三つのうち後ろの二つは揚げ菓子である。ボンボン・ラ・ルルットは、クズウコンの地下茎の澱粉を焼成して作る菓子である。la rouroute の名前の由来は、クズウコンを指す英語にフランス語の定冠詞を付けた、 l'arrow-root が時間が経つにつれ転訛したものである。子供たちのおやつとして愛されている円い小さなガトーである。ボンボン・クラヴァットはパリパリした食感のフリヤンディーズで、米粉と砂糖を混ぜたパテを油で揚げて作る。ブーランジェリー（パン屋）やエピスリー（食料品店）でも買えるが、特に中華食材店で買える。クラヴァット（ネクタイ）という名前の由来は、この菓子の最後の形状にある。すなわち、ボンボン・クラヴァットは揚げる直前に、薄い四角い葉状の生地を、真ん中でらせん状にひねり、蝶ネクタイのかたちに似せる。ボンボン・ミエル（直訳：蜂蜜菓子）は、小麦粉の生地をドーナツよりもずっと小さくトーラス状に成形して油で揚げた菓子である。外側をカリッとさせて内側の厚みがあるところにハチミツを閉じ込める。ハチミツ以外で作ることはまずない。中華食材店でよく手に入る。

レユニオン島の有名なおやつ類
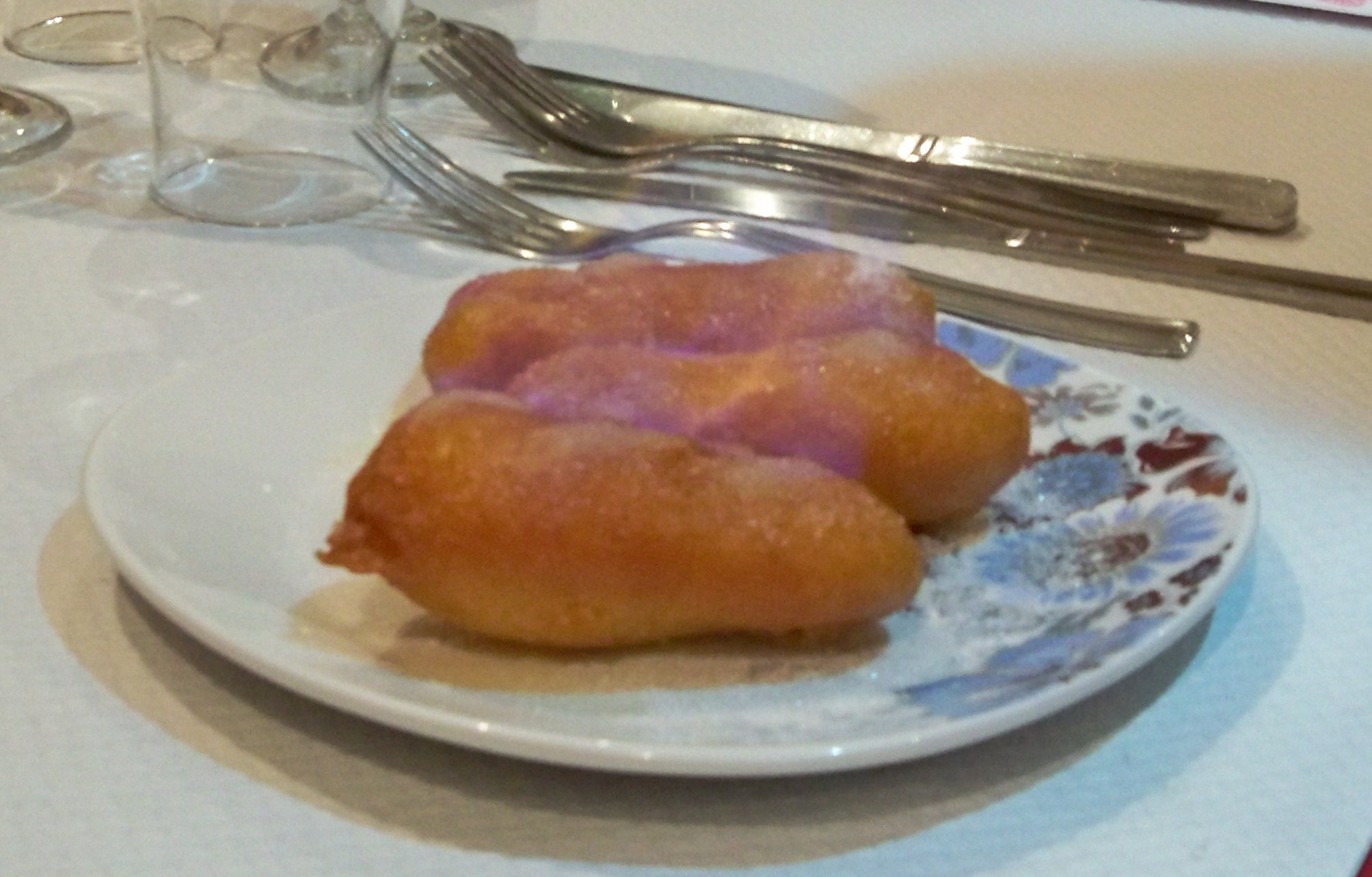
ベイニェ・ド・バナーヌ・フランベ
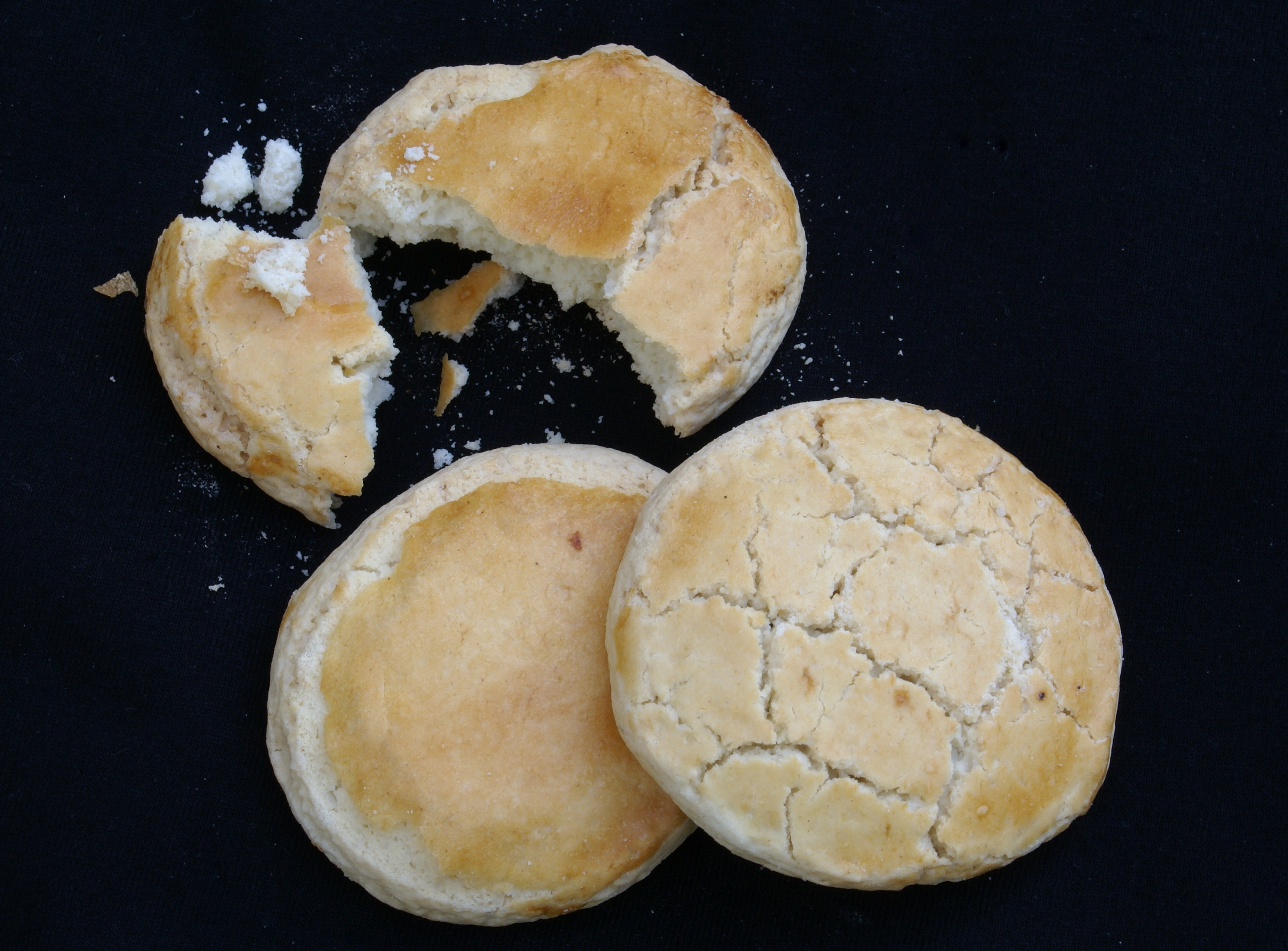
ボンボン・ラ・ルルット
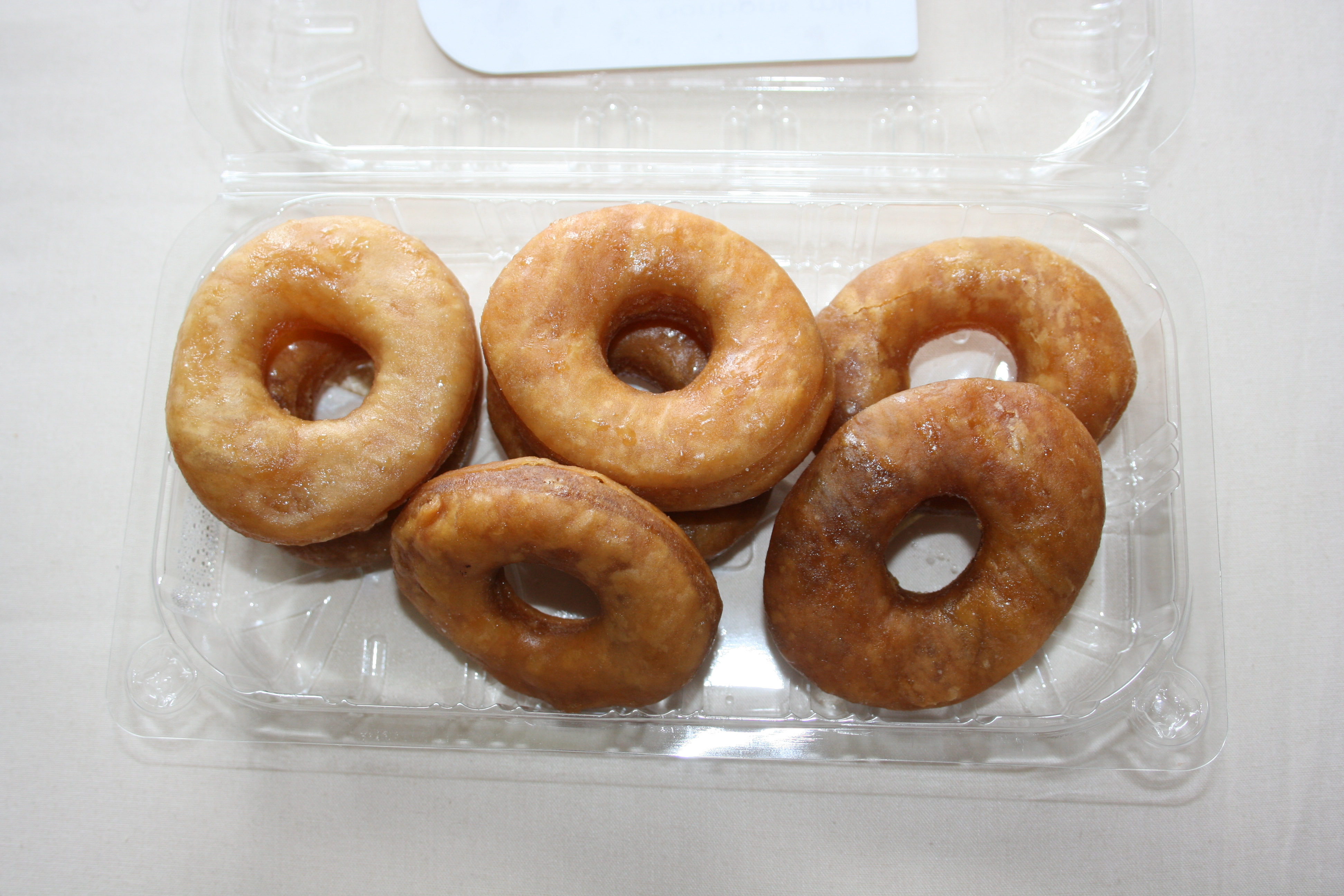
ボンボン・ミエル
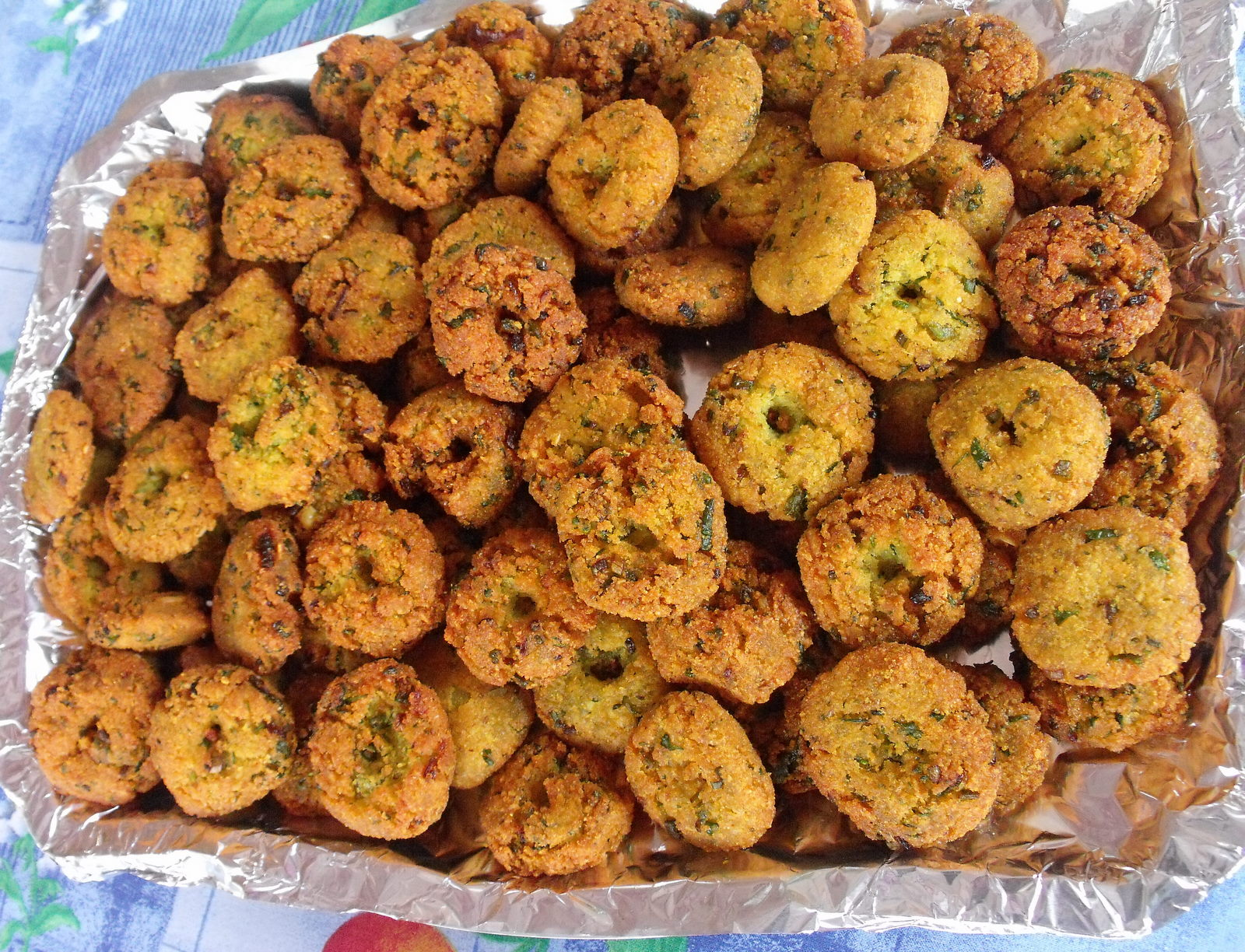
ボンボン・ピマン

## 特別な日の料理
新年を迎えるにあたっては、パテ・クレオールというパイ料理を食べる。パテ・クレオール自体は普段の日でも調理されるものであって、これを塩味で作る場合は豚肉又は鶏肉をベースに調理する。豚肉の場合、詰め物はゴディヴォという豚肉のパテで作り、これを包むパイ生地は豚肉のソースに小麦粉、ラード、ウコン（ターメリック）、アニスで香りづけしたリキュールを少量を混ぜたもので作る。甘くする場合はこれに、普通はパパイヤかゴヤヴィエから作ったコンフィチュールを付け合わせる。甘いパテ・クレオールは、特に大晦日の日のデザートとして食べられている。

## 地域/エスニックグループごとの差異
たとえすべてのレユニオン島人が生活様式と料理技術を共有しているとしても、地域共同体ごとの差異というものは、いくつか存在してきたし、現在も存在する。かつては、他所の地域共同体の料理は、ほとんどないしまったく食べなかった。もちろん、ムスリムは豚肉を食べず、そのため有名なルガイユ・ソシスを食べないが、異なる他のコミュニティから認められている。例えば、内陸高地の白人たちはアチャールやカレー粉を少ししか消費しないが、これはマルバールらと対照的である。ザラブらは、ブリアニのようなモーリシャスでよく知られている料理法を進んで受け入れた。なお、マルバールはタミル人ヒンドゥ教徒、ザラブはグジャラーティーのスンナ派ムスリムを中心とした、それぞれ、インド亜大陸にルーツを持つレユニオン島人のエスニックグループである。これらの差異は、豚肉の消費に関することを除いて、確実にぼやけていく傾向にある。
炒める調理法は外来のものである。伝統的な肉の保存方法は燻製であって、加熱には鋳鉄製の深鍋を用いていた。昔は主な料理がそもそも、土間で熾した焚火か、「キュイジーヌ（台所）」と呼ばれる、ちょっとした外の付属建造物で調理されていた。それをバナナの葉に盛り、手づかみで食べた。また、外来の食材でない島に昔からある食材としては、タマリンドの木や、島の固有樹ミムソプス・バラタなどにいるカミキリムシの幼虫が知られている。このカミキリムシの幼虫は「ザンデット（zendette）」という名前で知られており、内陸の高地に逃げ込んだ逃亡奴隷、マルーンらが食べ始めたのが最初だと言われている。ザンデットは、生のままか、あるいは油で素揚げしたものを食べる。

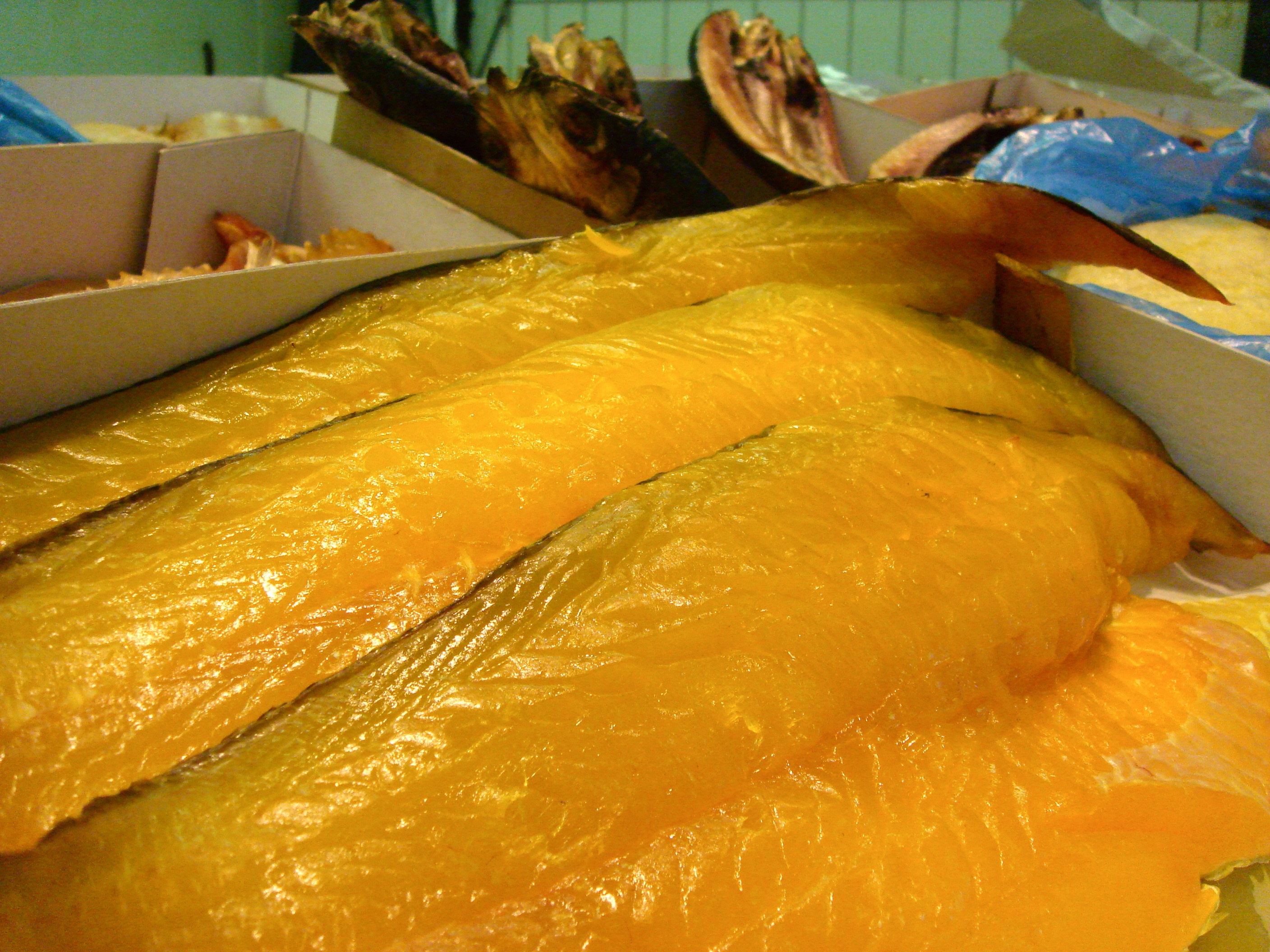
燻製にした魚の切り身
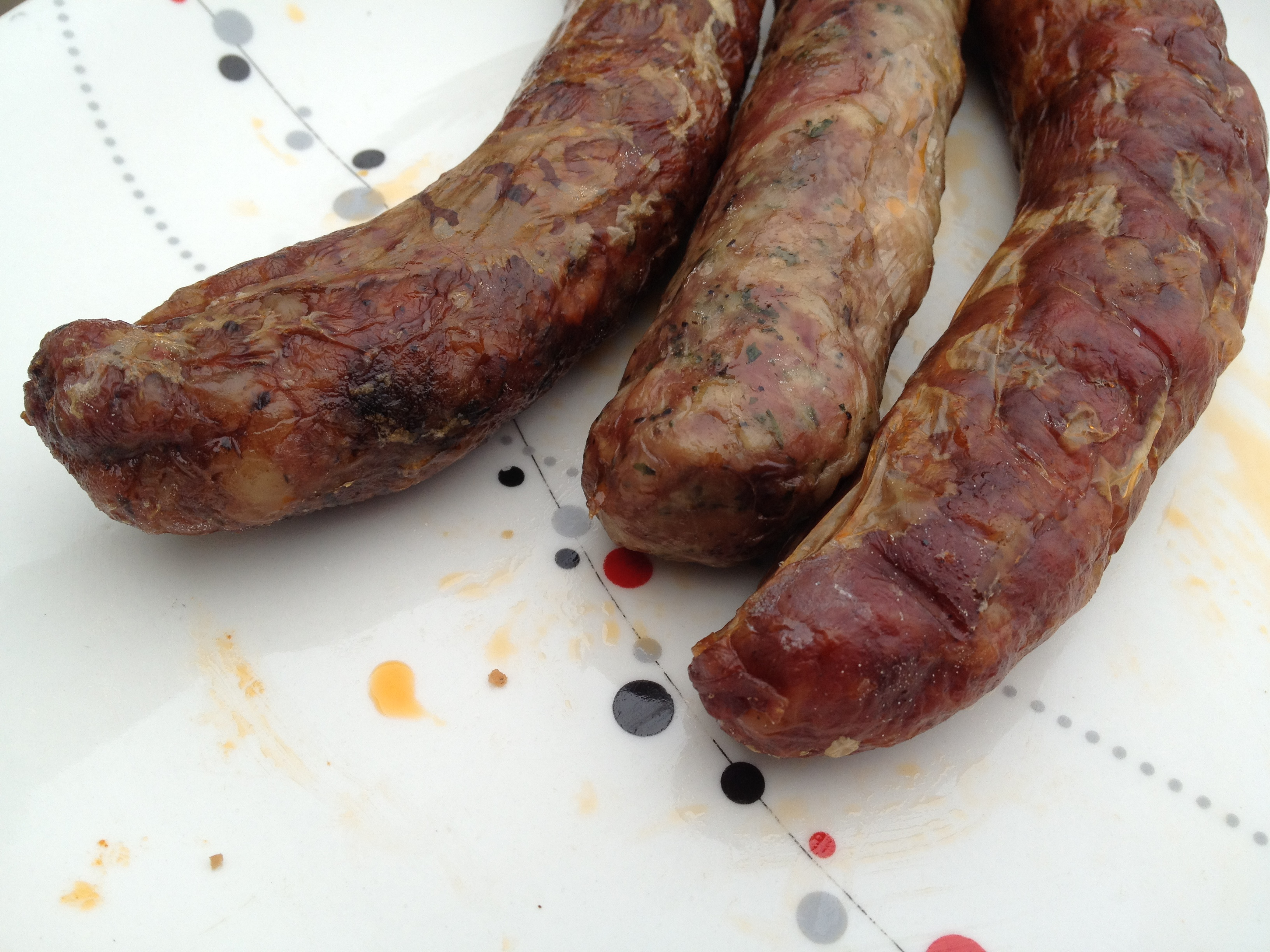
燻製にした肉の切り身
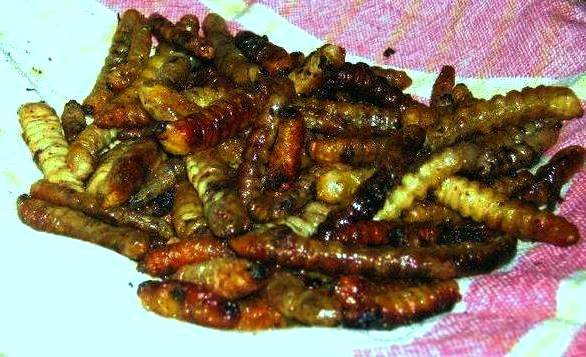
ザンデットのから揚げ